# 城北村 (大阪府)
城北村（しろきたむら）は、大阪府東成郡にあった村。現在の大阪市旭区と都島区の各一部にあたる。

## 地理
- 淀川、大川

## 歴史
村名は榎並城跡の北に位置することに由来する。

### 沿革
- 1889年（明治22年）4月1日 - 町村制施行により、東成郡江野村、中村、荒生（なぎ）村、赤川村が合併して城北村が発足。大字中に村役場を設置。
- 1897年（明治30年）4月1日 - 東成郡都島村大字毛馬、友渕のそれぞれ全域および大字善源寺の一部を編入し、江野、中、荒生、赤川、毛馬、友渕、善源寺の7大字となる。
- 1925年（大正14年）4月1日 - 大阪市に編入され、東成区江野町、中宮町、生江町、赤川町、毛馬町、友渕町、城北善源寺町となる。
- 1932年（昭和7年）10月1日 - 分区により、旧村域が旭区の一部となる。
- 1943年（昭和18年）4月1日 - 分区により、旧村域のうち城東貨物線以西が都島区の一部となる。

## 村政
村長
- 寺西小左衛門[1]
- 永田重次郎[1]
- 寺西長七[1]
- 服部伊左衛門[1]
- 塩山茂右衛門[1]
- 磯野宇兵衛[1]
- 服部伊左衛門[1]
- 寺西圓治郎[1][2]
- 乾善右衛門[1]
- 寺西圓治郎[1]

## 経済

### 産業
農業
『大日本篤農家名鑑』によれば、城北村の篤農家は服部、寺西姓の人物がいた。
商工業
金融業を営む寺西、紡織用品株式会社工務長の濱田などがいた。

### 地主
荒生の地主は寺西姓の人物がいた。

## 地域

### 施設
- 城北水平社[5]
- 日吉神社[1]
- 常宣寺[1]
- 重誓寺[1]
- 専宗寺[1]
- 友末寺[1]
- 蓮生寺[1]
- 仏現寺[1]

## 交通

### 道路
現在は旧村域を阪神高速12号守口線が通過するが、当時は未開通。

### 鉄道
旧村域をおおさか東線が通っており、城北公園通駅が設置されているが、当時は前身の城東貨物線および都島信号場を含めて未開業。

## 出身人物
- 寺西圓治郎（地主、大阪府会議員、大阪市会議員）
- 寺西小十郎（資産家、地主、農業）